# Lion Feuchtwanger
Lion Feuchtwanger (München, 7. srpnja 1884. – Los Angeles, 21. prosinca 1958.), njemački književnik.
Djelovao je kao novinar i prevoditelj. Kao pacifist i antinacist, doživljava da mu u Njemačkoj 1933. godine spaljuju knjige, oduzimaju doktorsku titulu i državljanstvo. Bio je zatočen u koncentracijskom logoru, te je emigrirao u Ameriku. Glavninu svoga rada posvetio je historijskoj sudbini židovskog naroda. U podlozi njegovih romana i drama je široko povijesno istraživanje i primjena moderne psihologije.

## Djela
- "Jud Süss",
- "Uspjeh",
- "Židovski rat",
- "Oppenheimovi",
- "Lažni Neron",
- "Oružje za Ameriku",
- "Jefta i njegova kći",
- "Anglosaksonska trilogija".